# مديرية سرار
مديرية سرار هي احدى مديريات محافظة أبين في اليمن سكاناً. بلغ عدد سكانها 15093 نسمة عام 2004. مركزها مدينة سرار.

موقع مديرية سرار في محافظة أبين

## التقسيم الإداري
تقسم المديرية إدارياً إلى عزلة واحدة تحمل نفس اسم المديرية.

### بعض أماكن المديرية
توجد في مديرية سرار عدة أماكن، وأهمها مدينة سرار مركز المديرية، ووادي امسدارة، ورهوة فلاحة، وغيرها من الأماكن.